# Horkay István
Horkay István (Budapest, 1945. december 25. –) magyar képzőművész.

## Szakmai életrajz
- 1960–64: Képzőművészeti Gimnázium
- 1965–1970: Krakkói Képzőművészeti Főiskola (ASP Krakow), Prof. Mieczyslaw Wejman Prof Jerzy Nowosielski, Prof. Tadeusz Kantor
- 1968: Koppenhága Dán Királyi Képzőművészeti Akadémia, Prof. Palle Nielsen
- 1970–71: Mesterképző Magyar Képzőművészeti Főiskola
- Festészettel, képzőművészettel foglalkozik, kiállító művész
- 2017:Tagjai közé választotta az AGI (Alliance Graphique Internationale)

## Kiállítások

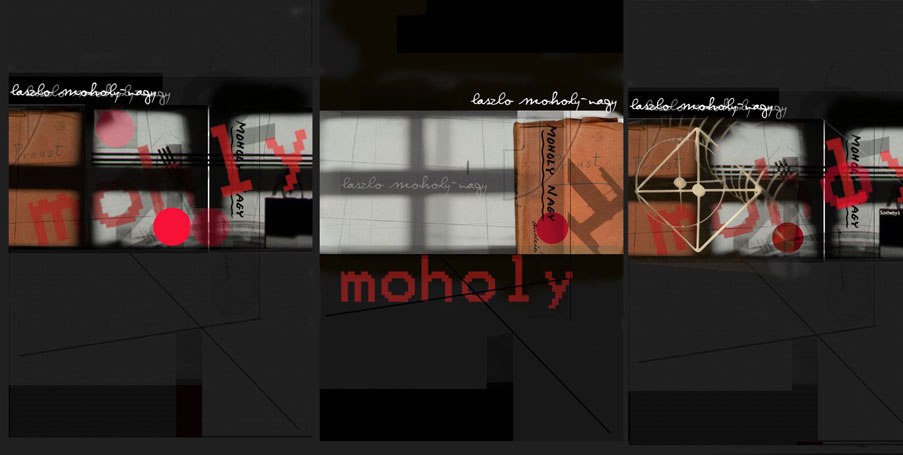
Horkay István Moholy-Nagy digitális collage 2006

- 2002 American Fine Art Editions Inc, Scottsdale
- 2002 Magyar Intézet, Moszkva
- 2002 Gallery of Art Eastern Washington University
- 2002 Kamiyamada (Japan)
- 2003 LeslieSacks Fine Art Los Angeles (Web Exibition)
- 2003 Collegium Hungaricum (Berlin)
- 2003 American Fine Art Editions Inc, Scottsdale
- 2003 LeVall Art Gallery Novosibirsk, Russia
- 2004 Gutman Gallery Budapest
- 2004 Peter Greenaway, Tulse Luper Film There
- 2004 Canariasmediafest
- 2004 Ausztralia IDAA
- 2004 Academy Gallery University of Tasmania
- 2004 QUT Art Museum Brisbane
- 2005 Belgrade (Closed Circuits)
- 2005 VCA Gallery University of Melbourne
- 2005 QUT Art Museum Brisbane
- 2005 Beijing Today Art Museum
- 2006 Beijing Film Academy
- 2006 New Delhi India CEC+CAC
- 2006 QUT Art Museum Australia
- 2007 Metro5 Gallery Australia
- 2009 Jewish Museum of Australia
- 2009 Collegium Hungaricum Berlin
- 2009 Gallery art 6 Richmond/ Virginia
- 2009 QACI Gallery, Queensland/Australia
- 2010 Corona d'alloro alla carriera artisca Sicilia (Italia) con Ennio Morricone, Giovamna Mulas
- 2011 Ballarat International Foto Biennale/Australia
- 2012 Vision in Motion/Melbourne Australia
- 2012 Vision in Motion II./ Roma/ Sapienza - Università di Roma/ Accademia d'Ungheria in Roma
- 2012 The One Thing / Manning Clark House/ Canberra /Australia
- 2012 The Little Mermaid / ANU Art Gallery /Canberra/Australia
- 2013 Accademia d'Ungheria in Roma
- 2013 Ballarat International Foto Biennale/Australia
- 2013 A Virtual Memorial Vilnius
- 2014 Brenda May Gallery Sydney Australia/Head On Photo Festival
- 2014 Roma/Ara Pacis Museum/ MashRome Film Fest
- 2014 Salone delle Bandiere del Comune di Messina
- 2014 Shanghai Teyou Culture Communication Co/China
- 2015 Li AN Cultural development Co Shanghai / China
- 2016 Léna Roselli Galéria Budapest
- 2016 MANK Galéria Szentendre
- 2016 Shenzhen OCT Loft- Manufacturing culture space / China
- 2017 Accademia di Belle Arti - Sassari /Sardegna
- 2018 Warsaw International Poster Biennale
- 2018 Jackman Gallery, Melbourne (Ausztrália)
- 2019  Accademia di Belle Arti / Cyberzone / Palermo / Sicllia
- 2019  KAFF Kecskemét
- 2019 Pradita Institute/Singapore /Jakarta/Indonesia
- 2021 MMA V4 / Plakátkiállítás Vigadó Galéria
- 2021 Warsaw International Poster Biennale
- 2022 Tóparti Galéria Révfülöp
- 2023 Bando Art Gallery, 2023 Warsaw International Poster Biennale
- 2023 Baekryong Art Center, Chuncheon, Dél-Korea
- 2023 Ausburg University of Applied Sciences Faculty of Design

## Animációs filmek
- 1991 Benedek Elek: Öt népmese, MTV2 (53 perc)
- 1992 Charles Dickens: Urunk Élete, MTV1 (67 perc)
- 2013 The Little Mermaid
- 2014 Raoul Wallenberg
- 2017 Albrecht Dürer rinocérosza /Horkay István -Orosz István

## Művészeti díjak
- Corona d’alloro alla carriera artistica Regione Sicilia, Italia (2010)
- Békéscsabai Országos Grafikai Biennálé fődíja (2014)
- Prima díj (2017)
- II. Szekszárdi Nemzetközi Digitális Triennálé fődíja (2018)
- Békéscsabai Országos Grafikai Biennálé fődíja (2018)
- Arany Rajzszög életműdíj 2020